# Remoudou
Remoudou (Waals: r'moûdou) is een Belgische kaas uit het Land van Herve in de provincie Luik.

## Beschrijving en herkomst
Remoudou is een zachte kaas met gewassen korst die wordt geproduceerd op basis van rauwe melk en gerijpt gedurende 3 maanden. De kaas wordt gemaakt van de resterende melk die in de uier overgebleven is een kwartier na het gebruikelijke melken. Het Waalse rimoûd betekent “opnieuw melken”.
De kaas behoort tot de Hervekazen maar door een langere rijping heeft deze een rijker en complexer aroma dan de zachte soort.
Er was al sprake van remoudou op de handelsbeurzen van Leipzig en Frankfurt in de zeventiende eeuw toen handelaars uit Herve hun kazen wisselden tegen Holsteinrunderen.